# Biokohoningzuiger
De biokohoningzuiger (Cinnyris ursulae; synoniem: Nectarinia ursulae) is een zangvogel uit de familie Nectariniidae (honingzuigers). De vogel werd in 1903 geldig beschreven door de Britse vogelkundige  Boyd Alexander op grond van exemplaren die op het eiland Bioko (Fernando Po) verzameld waren.

## Verspreiding en leefgebied
Deze soort is komt voor in Kameroen en het eiland Bioko. De leefgebieden liggen in tropisch regenwoud en secundair bos en struikgewas in heuvelland. Op Bioko zijn dat montane bossen op hoogten tussen 1000 en 1200 meter boven zeeniveau, in Kameroen ook in heuvel- en bergland in tropisch bos tussen de 950 en 2050 meter boven zeeniveau.